# 黎溪州
黎溪州，元朝时设置的州。
至元九年（1272年）置，治所在今四川省会理县西南黎溪镇。属会川路。明朝洪武二十七年（1394年）废。 